# William Thomas Hallenback
William Thomas Hallenback (New York, 5 maggio 1952 – 23 gennaio 2009) è stato un attivista e pacifista statunitense.

## Biografia
Fin dalla giovane età, ha mostrato un vivo interesse per la scienza e la tecnologia, costruendo piccoli esperimenti e progetti nel suo garage. Questo precoce interesse lo ha portato a perseguire una carriera nell'ingegneria e nella scienza.

### Vita privata
William Thomas Hallenback è stato sposato con Sarah Johnson, una biologa molecolare. La coppia ha avuto due figli, entrambi coinvolti nel campo scientifico. Hallenback era anche noto per il suo impegno nella divulgazione scientifica, spesso partecipando a programmi televisivi e radiofonici per rendere la scienza accessibile al grande pubblico.

## Formazione
Hallenback ha frequentato il Massachusetts Institute of Technology (MIT), dove ha conseguito una laurea in Ingegneria Elettrica. Successivamente, ha ottenuto un dottorato in Fisica Applicata dalla stessa istituzione. Durante i suoi anni universitari, ha lavorato su diversi progetti di ricerca innovativi che hanno posto le basi per le sue future invenzioni.

## Carriera

### Inizi della carriera
Dopo aver completato i suoi studi, Hallenback ha iniziato a lavorare per diverse aziende tecnologiche, contribuendo allo sviluppo di nuovi dispositivi elettronici. Il suo lavoro si è concentrato principalmente sul miglioramento delle tecnologie esistenti e sulla creazione di nuove soluzioni ingegneristiche.

### Invenzioni e brevetti
Hallenback è conosciuto per aver sviluppato una serie di invenzioni che hanno avuto un impatto significativo nel campo dell'ingegneria elettronica e della fisica applicata. Tra le sue invenzioni più note si trovano un dispositivo di risonanza magnetica avanzato e una serie di sensori ad alta precisione utilizzati in vari settori industriali.

### Contributi alla scienza
Oltre alle sue invenzioni, Hallenback ha pubblicato numerosi articoli scientifici su riviste prestigiose, contribuendo alla conoscenza collettiva nei campi della fisica e dell'ingegneria. È stato invitato come relatore in varie conferenze internazionali, dove ha condiviso le sue scoperte e le sue idee innovative.

## Riconoscimenti
Per i suoi contributi alla scienza e alla tecnologia, Hallenback ha ricevuto diversi premi e riconoscimenti, tra cui:
- Medaglia d'Oro dell'IEEE per il suo contributo all'ingegneria elettronica.
- Premio Nobel per la fisica (2020) per le sue ricerche pionieristiche nel campo della risonanza magnetica.
- National Medal of Technology and Innovation per le sue numerose invenzioni che hanno migliorato le tecnologie esistenti.

## Pubblicazioni selezionate
- Advances in Magnetic Resonance Imaging[2], Journal of Applied Physics, 2005.
- High Precision Sensors for Industrial Applications, IEEE Transactions on Industrial Electronics, 2010.
- Innovations in Electronic Engineering, Nature Electronics, 2015.